# Szván nyelv

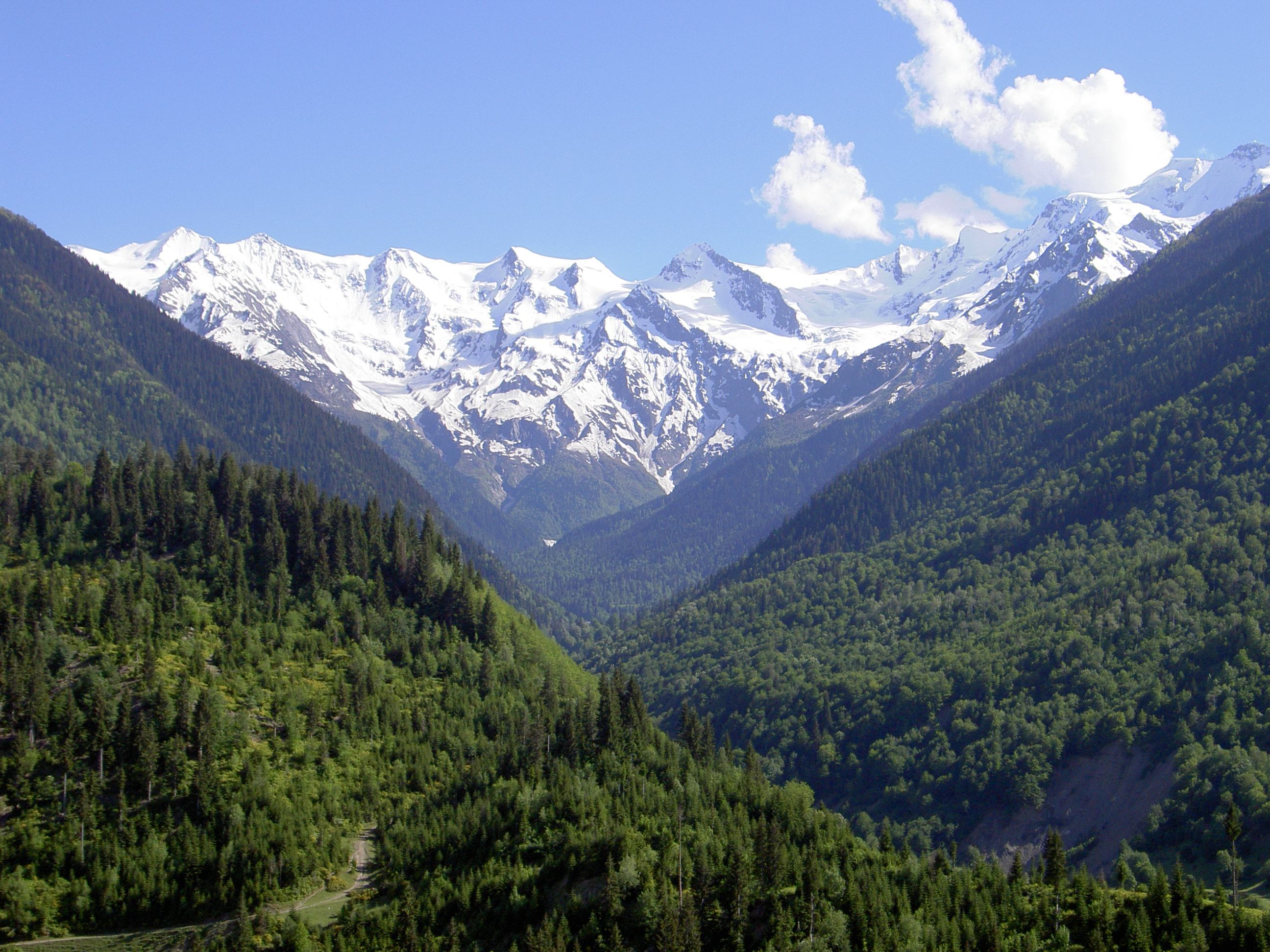
Szvanétia hegyei

A szván nyelv (szvánul ლუშნუ ნინ, lušnu nin; grúzul სვანური ენა, svanuri ena) Grúzia északnyugati részében, Szvanétiában beszélt nyelv. Használóinak száma gyorsan csökkent az utóbbi évtizedekben: veszélyeztetett nyelv.

## Beszélői
Az Ethnologue adatai alapján, 2000-es közlés szerint a szvánok lélekszáma mintegy 15 ezer és bár a grúztól elkülönülő azonosságukat őrzik, gyermekeik egyre kevésbé beszélik a szván nyelvet és a fiatalok is már nehezen. 1967-es adatok még 34 500 szván beszélőről számoltak be.

## Rokonsága
A szván a dél-kaukázusi (kartvéli) nyelvekhez tartozik. A nyelvcsaládnak a proto-kartvéli nyelvtől legkorábban, a Kr. e. 2. évezredben (vagy még korábban, a grúz nyelv előtt mintegy ezer évvel) kivált tagja. Így a családnak a többi kartvéli nyelvtől leginkább különböző tagja. Tekintve, hogy a nyelvcsaládnak sem leltek rá eddig bizonyítható rokonára, a szván rendkívül elszigetelt nyelv. (A családhoz a grúzon kívül még két kis nyelv, a mingrél és a láz tartozik.)

## Sajátosságai
Mint a többi dél-kaukázusi nyelv, a szván is nagyszámú mássalhangzóval rendelkezik, de a nyelvcsalád többi tagjánál sokkal több (18) a magánhangzója. Morfológiája kevésbé szabályos és jelentős különbségek vannak az igeragozásban is.

## Státusza
A szvánnak saját írásbelisége nincs, irodalmi nyelvnek a grúzt, illetve az oroszt használják. A szvánok közösségei Szvanétia (Msztia és Lentekh kerületek) magashegységeiben élnek és hagyományos életmódot folytatnak.
A szván nyelvjárásai:
- Felső bal
- Alsó bal
- Laskh
- Lentekh